# Death Rally
Death Rally – gra komputerowa wyprodukowana przez Remedy Entertainment, wydana przez 3D Realms i dystrybuowaną przez GT Interactive. Gra została wydana 6 września 1996 roku.

## Rozgrywka
W grze gracz zaczyna z 495 dolarami i samochodem Vagabond (wzorowanym na Volkswagenie Garbusie) i musi przejść wszystkie śmiercionośne wyścigi, w których wszystkie samochody są uzbrojone (jednakże jest opcja pozwalająca wyłączyć bronie). Gra zostaje ukończona, kiedy gracz zajmie pierwsze miejsce w tabeli wyścigów (tabela ta zawiera 20 zawodników) i wygra wyścig z przeciwnikiem o nazwie Adversary, niekwestionowanym królem w Death Rally. Gra została zaktualizowana w 2009 roku dla nowoczesnych systemów operacyjnych i ponownie wydana jako wersja freeware w 2009 roku. Przed każdym wyścigiem gracz może także zaciągnąć pożyczkę.

## Tory wyścigowe i punktacja
Przy wybieraniu wyścigu gracz ma trzy do wyboru. W każdym z nich bierze udział czterech kierowców. Gra zaleca, żeby nie brać udziału w wyścigu na poziomie średnim bez samochodu Sentinel i żeby nie brać udziału w wyścigach na poziomie trudnym bez samochodu Wraith. Co prawda w wyścigach o wyższym poziomie można wygrać większe pieniądze, ale kiedy gracz zostaje zniszczony, zdublowany lub ukończy wyścig na ostatnim miejscu, to nie otrzymuje nagrody pieniężnej.
W całej grze jest 19 tras. 9 z nich jest skopiowanych (lustrzane odbicie). Każda z tras dostępna jest na wyścigu o innym poziomie trudności.
Wszystkie trasy z wyjątkiem trasy The Arena są dostępne w grze wieloosobowej.
Gracz może dodatkowo zarabiać pieniądze wykonując dodatkowe zadania:
- Zniszczyć wszystkich przeciwników
- Ukończyć wyścig z uszkodzeniami wynoszącymi maksymalnie 2% (tylko dla opcji z dostępnymi broniami)
- Wygrać trzy wyścigi z rzędu

Przed wyścigiem gracz może także dostać specjalną ofertę:
- Zebrać steroidy na trasie i wygrać wyścig
- Wyeliminować konkretnego przeciwnika

Za każde z wyżej wymienionych dodatkowych zadań gracz dostaje nagrodę pieniężną w wysokości odpowiedniej do samochodu gracza. Może także utracić pieniądze za niewywiązanie się ze specjalnej oferty, traci wtedy połowę kwoty, która została mu zaoferowana.

## Przeciwnicy
Każdy rajdowiec zaczyna z różnymi samochodami i różną liczbą punktów, od 100 (Duke Nukem, Jane Honda lub Sam Speed) do 0 (gracz). Gracz wybierając swój awatar powoduje, że wybrany przeciwnik jeżdżący z tym awatarem nie pojawi się wtedy w grze. Tym sposobem łatwo można wykluczyć z gry kierowcę o nazwie Duke Nukem, który jest trudny do wyeliminowania ze względu na dobre opancerzenie.
W zależności od wybranego awatara, Liz Arden może jeździć samochodem Vagabond, Cher Stone samochodem Dervish, Greg Peck samochodem Sentinel, Clint West samochodem Shrieker a Nasty Nick samochodem Deliverator. Ma to na celu zachowanie poziomu kierowców w grze.